# Clasa Alaska
Clasa Alaska a constat în 6 crucișătoare comandate înainte de Al Doilea Război Mondial pentru Forțele Navale ale Statelor Unite. Erau clasificate oficial crucișătoare mari (CB), dar alte surse le-au considerat ca fiind crucișătoare de linie. Toate au fost numite după „teritoriile insulare” ale Statelor Unite, simbolizând statutul lor intermediar, între cuirasatele mai mari și crucișătoarele grele și ușoare mai mici. Din cele 6 nave planificate, doar 2 au fost finalizate, construcția celei de a treia a fost suspendată la 16 aprilie 1947, iar construcția celorlalte 3 fiind anulată. USS Alaska (CB-1) și USS Guam (CB-2) au servit în Marina Statelor Unite în timpul ultimului an din al Doilea Război Mondial, fiind folosite la bombardamente și la escorta portavioanelor rapide. Au fost retrase din serviciu în 1947 după numai 32, respectiv 29 de luni în funcțiune.
Ideea unei clase de crucișătoare mari își are originea la începutul anilor 1930, când Marina SUA căuta să contracareze „cuirasatele de buzunar” din clasa Deutschland lansate de Germania. Planificarea construirii tipului de nave care, în cele din urmă, au format clasa Alaska, a început la sfârșitul anilor '30, după lansarea de către Germania a cuirasatelor din clasa Scharnhorst și după apariția zvonurilor conform cărora Japonia construia o nouă clasă de crucișătoare de linie.
Destinate a servi ca „distrugătoare de crucișătoare”, capabile de a detecta și distruge crucișătoarele grele construite după adoptarea Tratatul Naval de la Londra, navelor din această clasă le-au fost destinate tunuri mai mari și mai grele construite după un proiect nou și costisitor, protecție balistică limitată împotriva proiectilelor de 304 mm, precum și motoare capabile să dezvolte viteze de 31-33 noduri (58–61 km/h).

## Context
Dezvoltarea crucișătoarelor grele a stagnat între Primul și Al Doilea Război Mondial grație condițiilor impuse de Tratatul Naval de la Washington și tratatele și conferințele ulterioare, în care Statele Unite, Regatul Unit, Japonia, Franța și Italia au convenit să limiteze deplasamentul crucișătoarelor grele la 10.000 de tone și la un armament principal de 202 mm. Până la clasa Alaska, crucișătoarele Statelor Unite proiectate între cele 2 războaie mondiale au respectat acest model.
Impulsul inițial pentru proiectarea clasei Alaska a venit de la lansarea așa-numitelor „cuirasate de buzunar” de către Germania, la începutul anilor 1930. Deși SUA nu a luat nicio măsură imediată, ideea a redevenit de actualitate la sfârșitul aceluiași deceniu când au apărut informații ce indicau că Japonia intenționa să construiască „super crucișătoare” care ar fi fost cu mult mai puternice decât crucișătoarele grele aflate în înzestrarea Forțelor Navale ale Statelor Unite. Marina SUA a reacționat în 1938 când Consiliul Director a solicitat Biroului pentru Construcții și Reparații să întreprindă „un studiu comprehensiv al tuturor tipurilor de nave în vederea inițierii unui nou program de construcții navale pe scară largă”.
Este posibil ca președintele Statelor Unite de la acea vreme, Franklin D. Roosevelt, să fi avut un rol principal în luarea deciziei de construire a navelor din clasa Alaska, având în vedere dorința sa de a a avea un mijloc de contracarare a capacității de efectuare de raiduri ale crucișătoarelor japoneze și ale cuirasatelor de buzunar germane. Deși aceste afirmații sunt greu de verificat, ele au dus la apariția de speculații că decizia de construire a acestor nave a fost „motivată politic”.

### Proiect
Un istoric a descris proiectarea design-ului clasei Alaska ca fiind „chinuitor” din cauza numeroaselor schimbări și modificări făcute proiectului navelor de către numeroase departamente și persoane. Într-adevăr, au existat nouă variante diferite ale proiectului, care au variat de la crucișător antiaerian de 6.000 de tone până la crucișător greu de 10.000 de tone superdezvoltat și chiar mini-cuirasat de 38.000 tone, înarmate cu 12 tunuri de 304 mm și 6 tunuri de 127 mm.
Consiliul Director al Marinei, într-o încercare de a menține deplasamentul noilor nave sub 25.000 tone, a permis ca proiectele să prevadă o protecție balistică subacvatică limitată. Rezultatul a fost că vasele din clasa Alaska, când au fost construite, erau vulnerabile la torpile și proiectile care cădeau în imediata apropiere a navei.
Proiectul final a fost reprezentat de o navă din clasa Baltimore la scală mărită, înzestrată cu motoare similare clasei de portavioane Essex. Aceste nave combinau un armament principal constând în 9 tunuri de 304 mm, cu o protecție balistică până la nivelul proiectilelor de 254 mm, montate pe o cocă ce putea dezvolta viteze de 33 noduri (61 km/h).
Construcția navelor din clasa Alaska, împreună cu o pletoră de alte tipuri de nave a fost decisă oficial în septembrie 1940, prin documentul Two-Ocean Navy Act . Rolul lor a fost puțin schimbat; în plus față de misiunea lor de bază - bombardamentul naval, ele aveau și misiunea a proteja grupurile de portavioane. Datorită tunurilor mai mari, mărimii și vitezei superioare, ele erau mult mai potrivite pentru acest rol decât crucișătoarele grele, reprezentând o măsură de asigurare față de informațiile care arătau că Japonia construia super crucișătoare mai puternice decât crucișătoarele grele ale Statelor Unite.

### Posibila convertire în portavioane

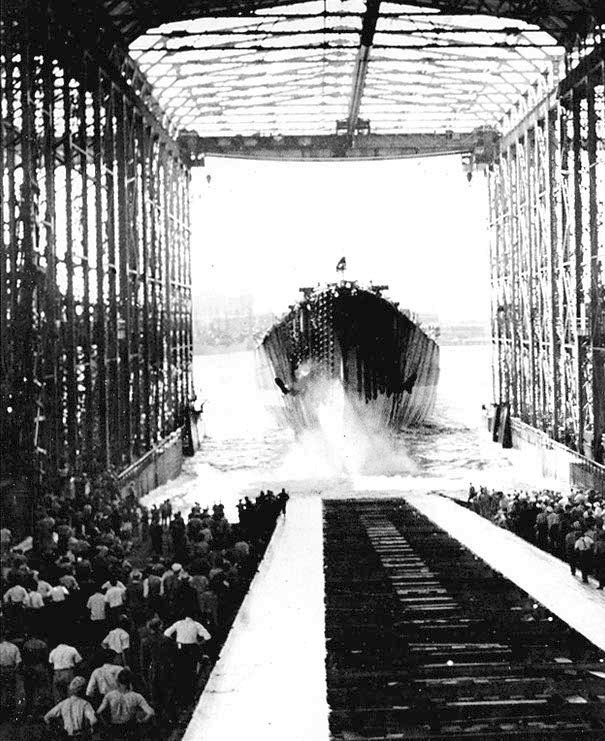
pe timpul lansării la apă, 15 august 1943

O altă modificare drastică a proiectului a fost luată în calcul în timpul „panicii portavioanelor” de la sfârșitul anului 1941, când Marina SUA a realizat că era nevoie de mai multe portavioane în cel mai scurt timp. Mai multe dintre structurile de nave aflate în construcție au fost luate în considerare pentru a fi transformate în portavioane. Pe rând au fost analizate crucișătoarele ușoare din clasa Cleveland, crucișătoarele grele din clasa Baltimore, clasa Alaska și chiar și un cuirasat din clasa Iowa. În final, au fost selecționate navele din clasa Cleveland, prin transformarea a 9 nave aflate în construcție la șantierul naval New York, în ceea ce avea să devină noua clasă de portavioane Independence.
Ideea de transformare a crucișătoarelor Alaska în portavioane a fost „în mod special atractivă”, datorită numeroaselor asemănări dintre design-ul portavioanelor Essex și al clasei Alaska, precum și a faptului că aveau în comun același tip de motoare.
Totuși, când crucișătoarele din clasa Alaska au fost comparate cu portavioanele din clasa Essex, a rezultat că eventualele crucișătoare transformate ar fi avut o punte de zbor mai mică (ceea ce însemna că puteau transporta doar 90% din numărul de avioane), ar fi fost cu 3,4 m mai scufundate în apă, și ar fi putut parcurge 8.000 mile (15.000 km) mai puțin, la o viteză de doar 15 noduri. În plus, design-ul de crucișător greu nu includea protecția balistică subacvatică normală la portavioanele obișnuite, din cauza greutății blindajului de suprafață destinat protecției împotriva bombardamentului naval. Nu în ultimul rând, transformarea clasei Alaska nu ar fi putut îndeplini obiectivul Marinei de a avea portavioane noi într-un timp scurt, deoarece procesul necesitat de modificarea navelor era unul de lungă durată. Luând acestea în calcul, planurile de transformare a clasei Alaska au fost abandonate la 7 ianuarie 1942.

## Construcție
Din cele 6 crucișătoare din clasa Alaska planificate, a fost începută doar construcția primelor 3 nave. Primele două, Alaska și Guam, au fost finalizate. Construcția Hawaii, a treia navă, a fost suspendată la 16 aprilie 1947 când era construită în procent de 84%. Începerea construirii ultimele trei, Philippines, Puerto Rico, și Samoa, a fost întârziată deoarece toate materialele și șantierele navale disponibile erau alocate navelor cu prioritate mai mare, cum erau portavioanele, distrugătoarele și submarinele.
Construcția încă nu începuse când lipsa de oțel și realizarea faptului că aceste „vânătoare de crucișătoare” nu mai aveau crucișătoare de vânat - deoarece flota de crucișătoare a Japoniei fusese deja distrusă de avioane și submarine - au făcut ca navele din clasa Alaska să devină niște „elefanți albi”. Ca urmare, construcția ultimelor 3 nave din clasă nu a mai început niciodată, programul fiind anulat oficial la 24 iunie 1943.

## Istoricul în serviciu
Alaska și Guam au servit în Marina SUA în timpul ultimului an al celui de-Al Doilea Război Mondial. Ca și în cazul cuirasatelor rapide din clasa Iowa, viteza lor le-a făcut utile în misiuni de bombardament la țărm și de escortă a portavioanelor. Ambele au asigurat protecția portavionului Franklin pe timpul deplasării spre Guam pentru reparații, după ce fusese lovit de două bombe japoneze. Ulterior, Alaska a sprijinit debarcarea din Okinawa, în timp ce Guam s-a deplasat în Golful San Pedro pentru a deveni vasul amiral al unui nou grup naval, Grupul 95 Crucișătoare. Guam, împreună cu Alaska, patru crucișătoare ușoare și nouă distrugătoare, a condus grupul dislocat în Marea Chinei de Est și Marea Galbenă cu misiunea de a ataca navele de transport inamice; totuși, au întâlnit decât jonci chinezești. Până la sfârșitul războiului, cele două nave și-au căpătat renumele de excelente nave de escortă pentru portavioane. Pe timpul războiului, ambele nave au făcut parte din Divizia 16 Crucișătoare 16 comandată de Contraamiralul Francis S. Low.

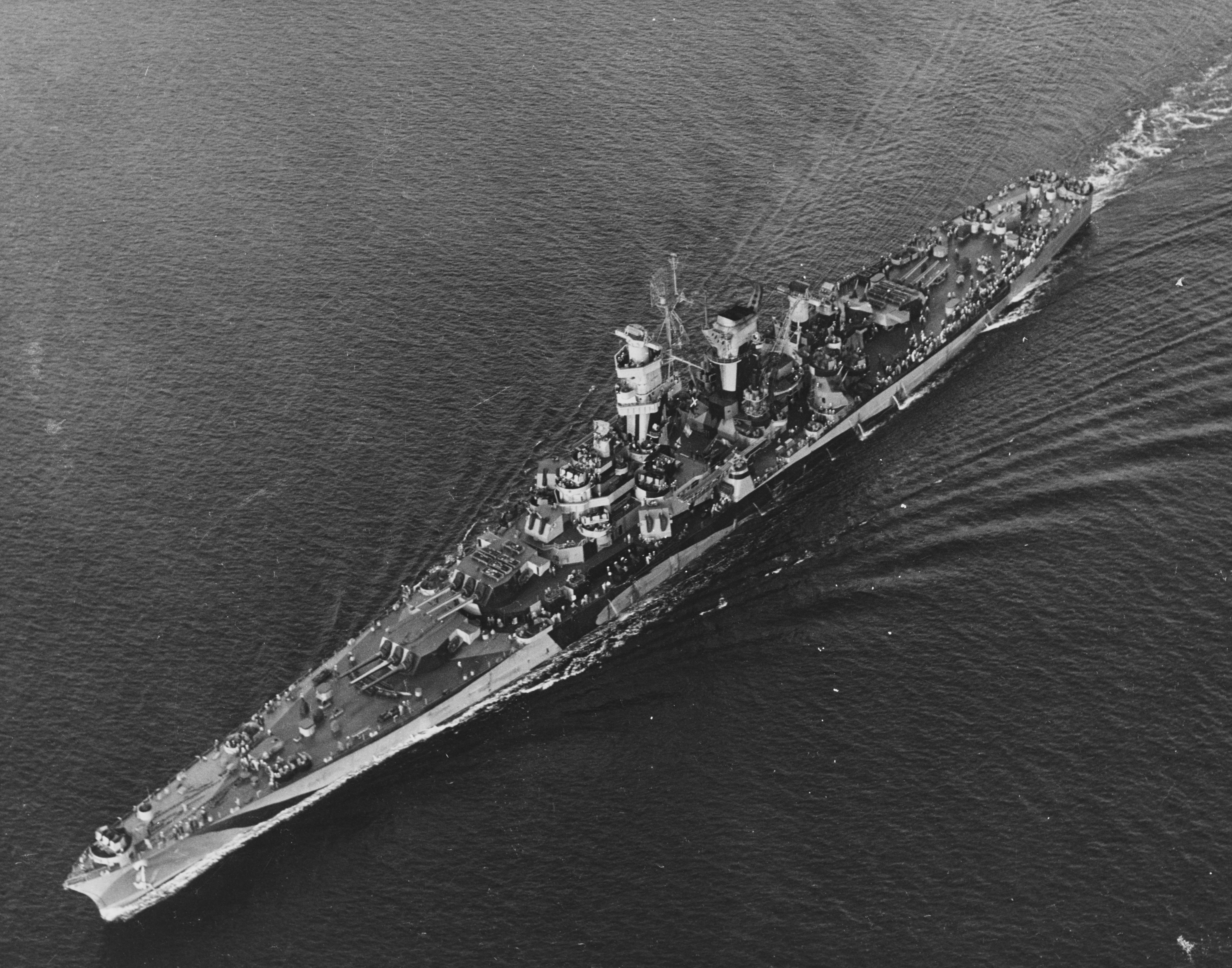
Guam pe timpul probelor pe mare, 13 noiembrie 1944

După război, ambele nave au făcut parte din Gruparea  71 Navală, denumirea forțelor navale din cadrul Flotei a Șaptea a Statelor Unite care operau în marea Chinei de Nord. Misiunea acesteia era de a sprijini ocupația peninsulei Coreea de către aliați. Aceasta presupunea executarea de misiuni de demonstrare a prezenței („show the flag”) pe coasta vestică a Coreei și în Golful Chihli. Aceste demonstrații navale au precedat Operațiunea Campus, debarcarea amfibie a forțelor terestre ale Armatei SUA la Incheon, Coreea, pe 8 septembrie 1945. Ulterior, ambele nave s-au întors în Statele Unite la mijlocul lui decembrie 1945, fiind scoase din serviciu activ și introduse „cimitirul” Flotei de Rezervă, în 1947 după ce au petrecut 32 de luni (Alaska) și 29 de luni (Guam) în serviciul.
În 1958, Biroul Navelor din cadrul Marinei SUA a pregătit două studii de fezabilitate pentru a determina dacă Alaska și Guam ar fi potrivite de a fi transformate în crucișătoare purtătoare de rachete. Primul studiu prevedea înlăturarea tuturor tunurilor și instalarea a patru sisteme diferite de rachete. Costurile de 160 de milioane USD, au fost considerat prohibitive, așa că a fost inițiat un al doilea studiu. Acesta prevedea păstrarea bateriilor din față (cele 2 turele triple de 304 mm și cele 3 turele duble de 127 mm) concomitent cu adăugarea unei versiuni reduse de înarmare din primul plan la pupa navei. Deși varianta ar fi costat circa jumătate din costul primei (82 milioane USD), ea a fost considerată ca fiind încă prea scumpă. Ca urmare, ambele nave au fost radiate din Registrul Naval la 1 iunie 1960. Alaska a fost vândută la fier vechi la 30 iunie 1960, iar Guam la 24 mai 1961.
Încă nefinalizată, Hawaii a fost luată în considerare pentru a fi transformată în ceea ce ar fi fost primul crucișător purtător de rachete; această intenție păstrându-se până la 26 februarie 1952, când a fost luată în considerare o nouă variantă, de transformare în navă de comandament. Anticipând această transformare, clasificarea ei a fost schimbată în CBC-1. Asta ar fi făcut-o o „soră mai mare” a lui Northampton, dar un an și jumătate mai târziu (9 octombrie 1954) a fost reclasificată ca CB-3. Hawaii a fost scoasă din evidențe la 9 iunie 1958 și vândută la fier vechi în 1959.

## „Crucișătoare mari” sau „crucișătoare de linie”

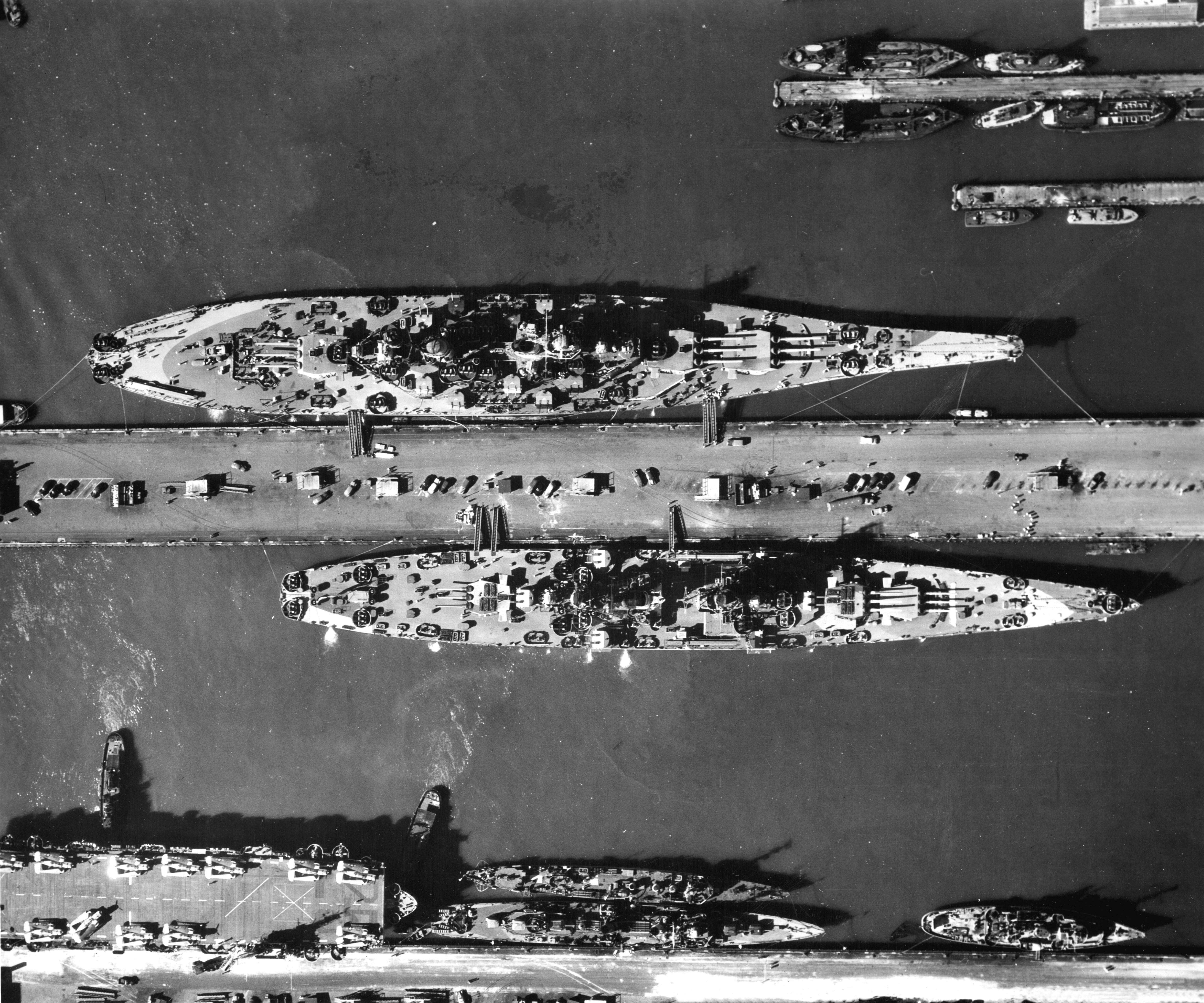
Cuirasatul Missouri din clasa Iowa (sus) și ancorate la același chei, arătând diferența lor în mărime

La începutul dezvoltării ei, clasa folosea clasificarea SUA pentru crucișătoarele de linie CC, care era destinată pentru clasa Lexington. Ulterior, clasificarea a fost schimbată în CB pentru a reflecta noul lor statut, de „crucișătoare mari”, și practica de a fi numite crucișătoare de linie a fost descurajată în mod oficial. După aceasta, Marina SUA a numit navele din clasă după „teritorii insulare” ale Statelor Unite, decât după state (cum era tradiția pentru cuirasate) sau orașe (după care erau numite crucișătoarele), pentru a simboliza convingerea că aceste nave trebuiau să joace un rol intermediar între crucișătoarele grele și crucișătoarele de linie.
Clasa Alaska se asemăna prin aspect cu cuirasatele de atunci ale SUA (în particular clasa North Carolina, clasa South Dakota și clasa Iowa), incluzând bateria principală 2-A-1 și masiva suprastructură columnară, în același timp dislocând de două ori mai multă apă decât cele mai noi crucișătoare grele (clasa Baltimore). Ca greutate, navele erau cu doar 5.000 de tone mai ușoare decât limitele deplasamentului de 36.000 de tone pentru  cuirasate prevăzută de Tratatul Naval de la Londra, fiind, totodată, mai lungi decât unele cuirasate cum erau cele din clasele King George V și North Carolina.
Prin prisma designului și blindajului, clasa Alaska e considerată a fi de „crucișătoare mari” mai degrabă decât de crucișătoare de linie. Proiectul lor era unul mărit la scală față de cel al crucișătoarelor care se încadrau în limitele prevăzute în tratatele și convențiile navale de la Londra și Washington. Ele aveau în comun cu crucișătoarele grele hangarele pentru avioane și o singură cârmă mare. Blindajul lor ducea lipsa sistemelor de protecție subacvatică, aflate pe cuirasate și chiar pe navele principale intermediare, ca cele franceze din clasa Dunkerque și cele germane din clasa Scharnhorst. Acest fapt lăsa navele din clasa Alaska practic fără apărare împotriva torpilelor, și de asemena împotriva proiectilelor care cădeau în apropierea navei iar apoi își continuau traiectoria pe sub apă, lovind coca navei. În timp ce navele din clasa Alaska aveau un blindaj lateral mai gros decât celelalte crucișătoare contemporane ale SUA , blindajul lor oferea doar o protecție limitată împotriva proiectilelor de 304 mm; făcându-le vulnerabile la focul de la orice distanță al cuirasatelor (cu proiectile de 355–406 mm).
În plus, în ciuda faptului că era mai mare decât clasa Baltimore, numărul bateriilor secundare și anti-aeriene ale clasei Alaska era similar. În timp ce clasa Alaska avea doisprezece tunuri de calibru 5 inch (127 mm) dispuse în șase turele jumelate, 56 de tunuri de 40 mm, și 34 de tunuri de 20 mm, clasa Baltimore avea același număr de tunuri de calibru 5 inch, cu 8 tunuri de 40 mm mai puțin, și cu 10 tunuri de 20 mm în minus, considerabil mai puține decât noile cuirasate ale SUA care aveau 10 turele jumelate cu tunuri de calibru 127 mm (excepție face South Dakota (BB-57)), în timp ce cuirasatele modernizate aveau 8 astfel de turele. Richard Worth a remarcat faptul că atunci când au fost în sfârșit terminate, lansate și intrate în serviciu, acestea aveau „mărimea unui cuirasat dar capabilitățile unui crucișător”. Navele din clasa Alaska erau la fel de costisitoare de construit și întreținut ca și cuirasatele contemporane lor, având însă capabilități mai mici, din cauza deficiențelor blindajului, în timp ce capabilitățile antiaeriene erau comparabile cu cele ale crucișătoarelor Baltimore, mult mai ieftine.
În ciuda acestor caracteristici asemănătoare crucișătoarelor, și a insistenței Marinei SUA asupra statului lor de crucișătoare, clasa Alaska a fost adesea descrisă ca fiind de crucișătoare de linie. Revista oficială a Marinei All Hands arăta că „Guam și nava ei soră Alaska sunt primele crucișătoare de linie americane care vor fi  astfel construite.” Unii istorici actuali susțin că această clasificarea e mai precisă deoarece consideră că navele erau „crucișătoare de linie în tot înțelesul cuvântului, cu toate vulnerabilitățile inerente acestora”.
Conceptul tradițional anglo-american de crucișător de linie a sacrificat mereu protecția în schimbul vitezei și armamentului - el nu avea în vedere să se opună forței unor tunuri similare celor cu care el însuși era înzestrat. Procentajul blindajului din greutatea Alaska, 28,4%, era cu puțin mai mic decât cel al cuirasatelor rapide: clasa britanică King George V, clasa americană Iowa, și cuirasatul/cuirasatul rapid HMS Hood, toate având un procentaj identic al blindajului de 28,5%. De fapt, crucișătoarele de linie mai vechi, cum ar fi Invincible (19,9%) aveau un procentaj mult mai mic. Bine dotate cu armament, ele aveau tunuri mult mai mari față de crucișătoarele grele contemporane, astfel în timp ce clasa Baltimore avea doar 9 tunuri de calibru 203 mm/55 calibre, Mark 12 și Mark 15, clasa Alaska avea 9 tunuri de 305 mm/50 calibre care erau la fel de, dacă nu chiar, mai bune, ca vechiul tun de 355 mm/50 calibre, folosit pe navele Marinei SUA anterior tratatului.

## Armament

### Bateria principală

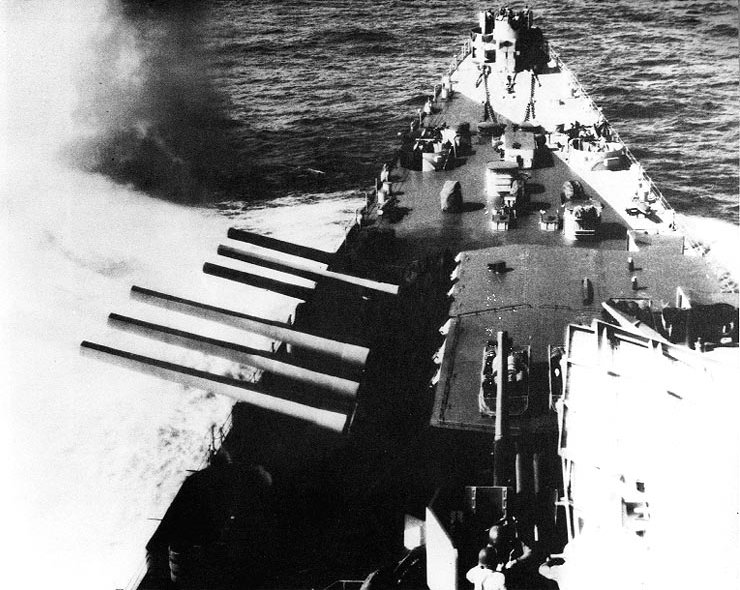
Guam trăgând cu bateria sa principală în timpul unei sesiuni de antrenament, cândva în 1945-1945.

După cum era construită, clasa Alaska avea 9 tunuri Mark 8 de calibru 305 mm/50 montate în 3 turele triple (cu 3 tunuri), cu 2 turele la proră și una la pupa, o configurație cunoscută ca „2-A-1”. Fostul tun de 305 mm fabricat pentru Marina SUA era versiunea Mark 7, care a fost proiectată pentru și instalată pe cuirasatele din clasa Wyoming. Mark 8 era de o calitate mult mai bună; de fapt, „era de departe cea mai puternică armă de calibrul ei dată vreodată în serviciu.” Proiectat în 1939, cântărea 55.273 kg, incluzând chiulasa, și putea susține o rată de tragere de 2,4 - 3 runde pe minut. Putea trage un obuz de pătrundere Mark 18 de 520 kg la 35,271 m la un unghi de 45°, și avea o longevitate a țevii de 344 lovituri (de aproximativ 54 de ori mai mult decât tunul Mark 7 de calibru 406 mm/50, mai mare dar similar găsit pe cuirasatele din clasa Iowa).
Turelele erau foarte similare cu cele de pe cuirasatele din clasa Iowa, dar diferite în mai multe moduri; spre exemplu, elevarea prafului de pușcă pe clasa Alaska se făcea în 2 etape, pe când pe clasa Iowa, doar în una. Aceste diferențe au făcut operarea tunurilor mai sigură și au crescut rata focului. În plus, un „berbec de proiectile” a fost montat pe Alaska și Guam. Această mașinărie transfera obuzele din magazia navei pe un inel rotitor ce alimenta tunurile. Totuși, această trăsătură s-a dovedit nesatisfăcătoare, și nu a fost planificată pentru Hawaii sau alte nave ulterioare.
Deoarece Alaska și Guam au fost singurele nave care au avut aceste tunuri montate, doar 10 turele au fost fabricate în timpul războiului (3 pentru fiecare navă incluzând Hawaii și una de rezervă). Au costat 1.550.000 $ fiecare, fiind cele mai scumpe tunuri grele cumpărate de Marina SUA în timpul celui de-al Doilea Război Mondial.

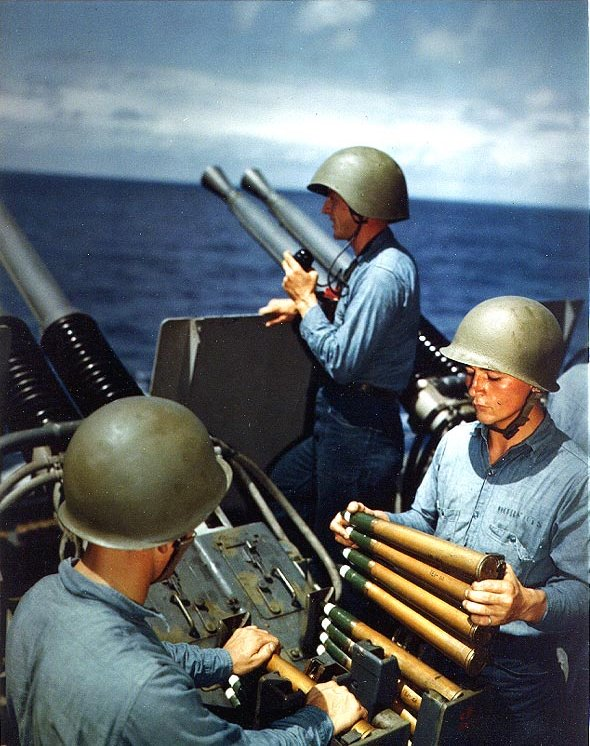
Echipajul unui tun de 40 mm Bofors de pe Alaska încărcând perechea stângă de tunuri la 6 martie 1945, în timpul Bătăliei de la Iwo Jima.

### A doua baterie
Bateria secundară a clasei Alaska era compusă din 12 tunuri de calibru 5 inch (127 mm) cu scop dublu (anti-aer și anti-nave) în turele duble, cu 4 ramificări pe fiecare parte a suprastructurii (2 pe fiecare lățime) ș 2 turele plasate pe centru în prova și în pupa. Tunul de calibru 127mm era original intenționat de a fi folosit doar pe distrugătoarele construite în anii 1930, dar până în 1934 și în Al Doilea Război Mondial era montat pe aproape toate navele de luptă majore ale SUA, incluzând portavioanele, cuirasatele, și crucișătoarele grele și ușoare.

### Bateria anti-aeriană
Pentru armamentul anti-aerian, navele clasei Alaska cărau 56 de tunuri de 40 mm și 34 de 20 mm. Aceste numere sunt comparabile cu 48 × 40 mm și 24 × 20 mm pe clasa mai mică de crucișătoare grele Baltimore și 80 × 40 mm și 49 × 20 mm pe cuirasatele mai mari din clasa Iowa.
Fără îndoială, cel mai eficient tun anti-aerian din Al Doilea Război Mondial, tunul Bofors de 40 mm, a fost folosit pe aproape fiecare navă de război majoră a Statelor Unite și a Regatului Unit în timpul acestui război, între circa 1943 - 1945. Deși era un descendent din proiectele germane și suedeze, tunul Bofors folosite de Marina SUA în timpul celui de-Al Doilea Război Mondial a fost foarte „americanizat” la standardele Marinei. Acest nou standard a rezultat într-un sistem de tunuri setat la standardele engleze (acum cunoscut ca Sistemul Standard) cu muniție interschimbabilă, simplificând situația logisticii în timpul războiului. Când era cuplat cu transmisiuni hidraulice pereche pentru a reduce contaminarea cu sare și sistemul de conducere a focului Mark 51 pentru precizie sporită, tunul Bofors de 40 mm a devenit un adversar de temut, fiind responsabil de doborârea a circa jumătate din toate avioanele japoneze, între 1 octombrie 1944 și 1 februarie 1945.
Tunul anti-aerian Oerlikon de 20 mm a fost unul dintre cele mai folosite tunuri anti-aeriene din timpul celui de-al Doilea Război Mondial; doar Statele Unite au fabricat un total de 124.735 de tunuri de acest fel. Când a fost introdus în 1941, americanii au înlocuit fiecare mitralieră Browning M2 de 12,7 mm cu un astfel de tun. Tunul Oerlikon a rămas principala armă anti-aeriană a Marinei Statelor Unite până la introducerea tunurilor de 40 mm Bofors în 1943.

## Nave
| Nume        | Proveniența numelui    | Clasificare | Constructor                               | Comandată         | Terminată         | Lansată           | Disponibilizată    | Soartă                         |
| ----------- | ---------------------- | ----------- | ----------------------------------------- | ----------------- | ----------------- | ----------------- | ------------------ | ------------------------------ |
| Alaska      | Teritoriul Alaska      | CB-1        | New York Shipbuilding Corporation, Camden | 9 septembrie 1940 | 17 decembrie 1941 | 15 august 1943    | 17 iunie 1944      | Dezmembrată la Newark, 1961    |
| Guam        | Teritoriul Guam        | CB-2        | New York Shipbuilding Corporation, Camden | 9 septembrie 1940 | 2 februarie 1942  | 12 noiembrie 1943 | 17 septembrie 1944 | Dezmembrată la Baltimore, 1961 |
| Hawaii      | Teritoriul Hawaii      | CB-3 CBC-1  | New York Shipbuilding Corporation, Camden | 9 septembrie 1940 | 20 decembrie 1943 | 3 noiembrie 1945  | N/A                | Dezmembrată la Baltimore, 1960 |
| Philippines | Federația Filipinelor  | CB-4        | N/A                                       | 9 septembrie 1940 | N/A               | N/A               | N/A                | Anulate în 1943                |
| Puerto Rico | Teritoriul Puerto Rico | CB-5        | N/A                                       | 9 septembrie 1940 | N/A               | N/A               | N/A                | Anulate în 1943                |
| Samoa       | Teritoriul Samoa       | CB-6        | N/A                                       | 9 septembrie 1940 | N/A               | N/A               | N/A                | Anulate în 1943                |

- USS Alaska (CB-1) a fost disponibilizată la 17 iunie 1944. A servit în Pacific, escortând portavioanele, bombardând la țărm în Okinawa, și participând la raiduri în Marea Chinei de Est. A fost scoasă din serviciu la 17 februarie 1947 după mai puțin de 3 ani de acțiune și dată la fier vechi în 1960.[1]
- USS Guam (CB-2) a fost disponibilizată la 17 septembrie 1944. A servit în Pacific alături de Alaska în aproape toate aceleași misiuni. Împreună cu Alaska, a fost scoasă din serviciu la 17 februarie 1947 și dată la fier vechi în 1961.[2]
- USS Hawaii (CB-3) era intenționată să fie a treia navă din clasă, dar nu a fost niciodată terminată. Numeroase planuri de a o folosi pe post de crucișător cu rachete ghidate sau navă de comandă, în timpul anilor de după război, au fost nerodnice, până la urmă fiind dată la fier vechi.[3]
- USS Philippines (CB-4), Puerto Rico (CB-5), și Samoa (CB-6) erau planificate ca fiind a patra, a cincea și respectiv a șasea navă din clasă. Toate urmau să fie construite la Camden, dar au fost anulate înainte de începerea construcției.[26][27][28]